# 熵

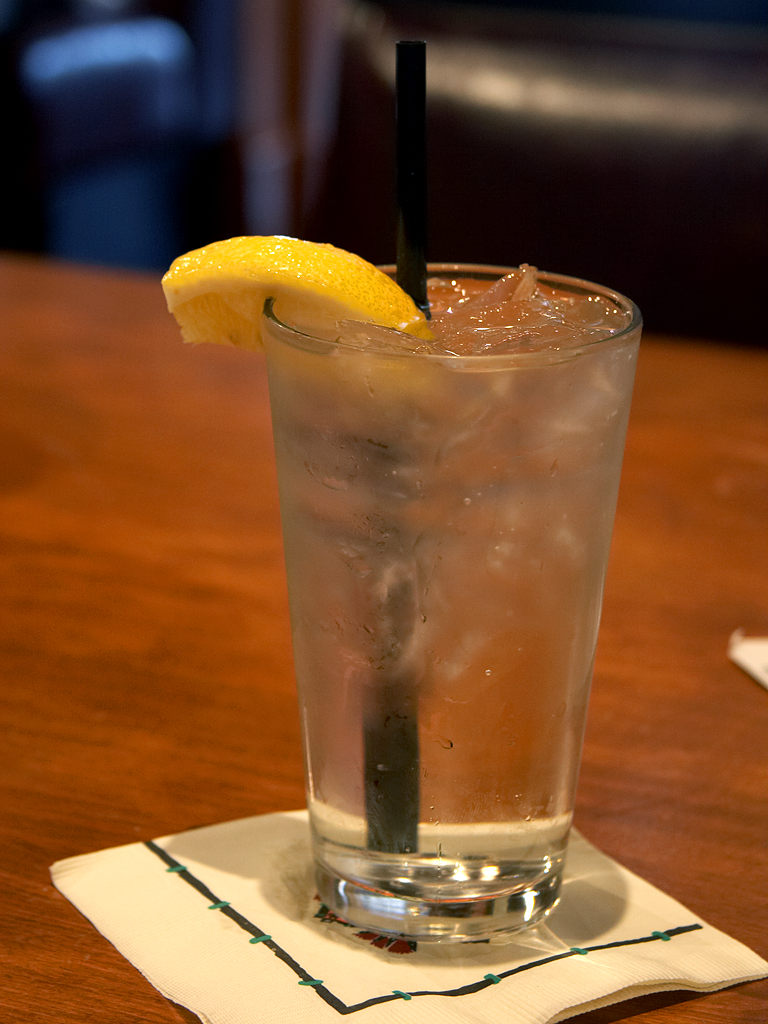
熔冰——增熵的古典例子 (Note: In certain types of advanced system configurations, such as at the critical point of water or when salt is added to an ice-water mixture, entropy can either increase or decrease depending on system parameters, such as temperature and pressure. For example, if the spontaneous crystallization of a supercooled liquid takes place under adiabatic conditions the entropy of the resulting crystal will be greater than that of the supercooled liquid (Denbigh, K. (1982). The Principles of Chemical Equilibrium, 4th Ed.). In general, however, when ice melts, the entropy of the two adjoined systems, i.e. the adjacent hot and cold bodies, when thought of as one "universe", increases. Here are some further tutorials: Entropy and Ice-melting - Michigan State University (course page); Ice-melting – JCE example; Ice-melting and Entropy Change – example; Ice-melting and Entropy Change – discussions)，1862年被魯道夫·克勞修斯描寫為冰塊中分子分散性的増加

熵（Entropy）是一種測量在動力學方面不能做功的能量總數，也就是當總體的熵增加，其做功能力也下降，熵的量度正是能量退化的指標。熵亦被用於計算一個系統中的失序現象，也就是計算該系統混亂的程度。熵是一个描述系统状态的函数，但是经常用熵的参考值和变化量进行分析比较，它在控制论、概率论、数论、天体物理、生命科学等领域都有重要应用，在不同的学科中也有引申出的更为具体的定义，是各领域十分重要的参量。

## 熵的熱力學定義

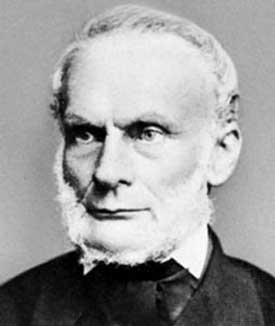
魯道夫·克勞修斯——最早提出「熵」這個概念的物理學家

熵的概念是由德國物理學家克勞修斯於1865年所提出。克氏定義一個熱力學系統中熵的增減為：在一個可逆过程裡，系統在恒温的情況下得到或失去熱量（{\displaystyle Q}），並可以公式表示為：
{\displaystyle \Delta S={\frac {Q}{T}}}
克勞修斯對S予以「熵」（希臘語：εντροπια，entropia）一名，希臘語源意為「內向」，亦即「一個系統不受外部干擾時往內部最穩定狀態發展的特性」。與熵相反的概念為「反熵」（希臘語：εκτροπια，ektropia，源意「外向性」）。
1923年，德國科學家魯道夫·普兰克（Rudolf Plank）到中國講學用到「entropy」這個詞，胡剛復教授翻譯時靈機一動，把「商」字加火旁來意譯「entropy」這個字，創造了「熵」字（音讀：ㄕㄤ），因為熵是{\displaystyle Q}（熱量）除以 {\displaystyle T}（溫度）的商數。
值得注意的是，這條公式只牽涉到熵的增減，即熵一詞只是定義為一個添加的常數。

### 熵的增减与热机
克勞修斯認為熵是在學習可逆及不可逆熱力學轉換時的一個重要元素。
熱力學轉換是指一個系統中熱力學屬性的轉換，例如溫度及體積。當一個轉換被界定為可逆時，即指在轉換的每一极短的步骤時，系統保持非常接近平衡的狀態，称为“準静态过程”。否則，該轉換即是不可逆的。例如，在一含活塞的管中的氣體，其體積可以因為活塞移動而改變。可逆性體積轉變是指在進行得極其慢的步驟中，氣體的密度經常保持均一。不可逆性體積轉變即指在快速的體積轉換中，由於太快改變體積所造成的壓力波，並造成不穩定狀態。无耗散的準静态过程为可逆过程。
热机是一種可以進行一連串轉換而最終能回覆開始狀態的熱力學系統。這一進程被稱為一個循環。在某些轉換當中，熱力機可能會與一種被稱之為高溫熱庫的大型系統交換熱能，並因為吸收或釋放一定的熱量而保持固定溫度。一個循環所造的結果包括：
1. 系統对外所做的功（等于外界对系统做功的相反数）
2. 高溫熱庫之間的熱能傳遞

基於能量守恆定律，高溫熱庫所失的熱能正等於熱力機所做的功，加上低温熱庫所获得的熱能。
當循環中的每個过程皆是可逆時，該循環是可逆的。這表示它可以反向操作，即熱的傳遞可以相反方向進行，恢复到初始状态而不对外界产生影响，以及所作的功可以正負號調轉。最簡單的可逆性循環是在兩個高溫熱庫之間傳遞熱能的卡諾循環。
在熱力學中，在下列公式中定義使用絕對溫度，設想有兩個熱源，一個卡諾循環從第一個熱源中抽取一定量的熱{\displaystyle Q'}，相應的溫度為{\displaystyle T}和{\displaystyle T'}，則：
{\displaystyle {\frac {Q}{T}}={\frac {Q'}{T'}}}
現在設想一個任意熱機的循環，在系統中從N個熱源中交換一系列的熱{\displaystyle Q_{1},Q_{2}...Q_{N},}，並有相應的溫度{\displaystyle T_{1},T_{2},...T_{N},}設系統接受的熱為正量，系統放出的熱為負量，可以知道：
{\displaystyle \sum _{i=1}^{N}{\frac {Q_{i}}{T_{i}}}\leq 0}
如果循環向反方向運行，公式依然成立。
求證，有N個熱源的卡諾循環中引入一個有任意溫度{\displaystyle T_{0}}的附加熱源，如果從{\displaystyle T_{0}}熱源中，通過{\displaystyle j}次循環，向{\displaystyle T_{j}}熱源輸送熱{\displaystyle Q_{j}}，從前面定義絕對溫度的式中可以得出，從{\displaystyle T_{0}}熱源通過{\displaystyle j}次循環輸送的熱為：
{\displaystyle Q_{0,j}=T_{0}{\frac {Q_{j}}{T_{J}}}}
現在考慮任意熱機中N個卡諾循環中的一個循環，在循環過程結束時，在{\displaystyle T_{1},...,T_{N}}個熱源中，每個熱源都沒有純熱損失，因為熱機抽取的每一份熱都被循環過程彌補回來。所以結果是（i）熱機作出一定量的功，（ii）從{\displaystyle T_{0}}熱源中抽取總量為下式的熱：
{\displaystyle Q_{0}=\sum _{j=1}^{N}Q_{0,j}=T_{0}\sum _{j=1}^{N}{\frac {Q_{j}}{T_{j}}}}
如果這個熱量是正值，這個過程就成為第二類永動機，這是違反熱力學第二定律的，所以正如下式所列：
{\displaystyle \sum _{i=1}^{N}{\frac {Q_{i}}{T_{i}}}\geq 0}
只有當熱機是可逆的時，式兩邊才能相等，上式自變量可以一直重複循環下去。
要注意的是，{\displaystyle T_{j}}代表系統接觸的溫度，而不是系統本身的溫度。如果循環不是可逆的，熱量總是從高溫向低溫處流動。所以：
{\displaystyle {\frac {Q_{j}}{T_{j}}}\leq {\frac {Q_{j}}{T}}}
這裡T代表當系統和熱源有熱接觸時系統的溫度。
然而，如果循環是可逆的，系統總是趨向平衡，所以系統的溫度一定要和它接觸的熱源一致。在這種情況下，可以用{\displaystyle T}代替所有的{\displaystyle T_{j}}，在這種特定情況下，一個可逆循環可以持續輸送熱，
{\displaystyle \oint {\frac {\delta Q}{T}}\equiv \oint dS=0}（可逆循環）
這時，對整個循環進行積分，{\displaystyle T}是系統所有步驟的溫度。

### 熵作為狀態函數
現在，不僅僅在循環中，而是從任何熱力學過程中，可以從熵的變化推斷出一個重要的結論。首先，想象一個可逆過程，如果將系統從一個平衡狀態A轉移到另一個平衡狀態B。假如再經過一個任何可逆過程將系統帶回狀態A，結果是熵的絕對變化等於零。這意味著在第一個過程中，熵的變化僅僅取決於初始與終結狀態.由此可以定義一個系統的任何平衡狀態的熵。選擇一個參照狀態R，定義它的熵為{\displaystyle S_{R}}，任何平衡狀態X的熵為：
{\displaystyle S_{X}=S_{R}+\int _{R}^{X}{\frac {\delta Q}{T}}}
因為這個積分式與熱轉移過程無關，所以當作為熵的定義。
現在考慮不可逆過程，很明顯，在兩個平衡狀態之間熱傳遞造成熵的改變為：
{\displaystyle \Delta S\geq \int {\frac {\delta Q}{T}}}
如果過程是可逆的，此公式仍然有效。
注意，如果{\displaystyle \sigma Q=0}，那麼{\displaystyle \Delta S\geq 0}。熱力學第二定律的一種表述方式正是：一個絕熱系統的全部熵不會自動減少。
設想一個絕熱系統但和環境保持機械聯繫，和環境之間不是處於機械平衡狀態，可以對環境作功，或接受環境對它作功，如設想在一個密封、絕熱的活塞室內，如果室內氣體的壓力和室外不同，活塞會膨脹或收縮，就會作功。上述結論表明在這種情況下，這個系統的熵會增加（理論上可以持續增加，但實際不會。）在一定的環境下，系統的熵存在一個極大值，這時熵相當於“穩定平衡狀態”，也就是說不可能和其他平衡狀態產生可使熵降低的傳熱過程，一旦系統達到最高熵狀態，不可能再作任何功。

## 熵的统计学定义，玻尔兹曼原理
1877年，玻尔兹曼發現單一系統中的熵跟構成熱力學性質的微觀狀態數量相關。可以考慮情況如：一個容器內的理想气体。微觀狀態可以以每個組成的原子的位置及動量予以表達。為了一致性起見，只需考慮包含以下條件的微觀狀態：（i）所有粒子的位置皆在容器的體積範圍內；（ii）所有原子的動能總和等於該氣體的總能量值。玻尔兹曼並假設：
{\displaystyle S=k(\ln \Omega )}
公式中的{\displaystyle k}是玻尔兹曼常數，{\displaystyle \Omega }則為該宏觀狀態中所包含之微觀狀態數量。這個被稱為玻尔兹曼原理的假定是統計力學的基礎。統計力學則以構成部分的統計行為來描述熱力學系統。玻尔兹曼原理指出系統中的微觀特性（{\displaystyle \Omega }）與其熱力學特性（{\displaystyle S}）的關係。
根據玻尔兹曼的定義，熵是一則關於狀態的函數。並且因為{\displaystyle \Omega }是一個非零自然數（{\displaystyle 1,2,3,...}），熵必定是個非负數（這是對數的性質）。

### 熵作为混乱程度的度量
可以看出{\displaystyle \Omega }是一个系统混乱程度的度量，这是有道理的，因为作为有规律的系统，只有有限的几种构型，而混乱的系统可以有无限多个构型。例如，设想有一组10个硬币，每一个硬币有两面，掷硬币时得到最有规律的状态是10个都是正面或10个都是反面，这两种状态都只有一种构型（排列）。反之，如果是最混乱的情况，有5个正面5个反面，排列构型可以有{\displaystyle C_{5}^{10}=252} 种。（参见组合数学）
根据熵的统计学定义，热力学第二定律说明一个孤立系统的倾向于增加混乱程度，根据上述硬币的例子可以明白，每一分钟我们随便掷一个硬币，经过一段长时间后，我们检查一下硬币，有“可能”10个都是正面或都是反面，但是最大的可能性是正面和反面的数量相等。
混乱程度倾向于增加的观念被许多人接受，但容易引起一些错误认识，最主要的是必须明白{\displaystyle \Delta S\geq 0}只能用于“孤立”系统，值得注意的是地球并不是一个孤立系统，因为地球不断地从太阳以太阳光的形式接收能量。但一般认为宇宙是一个孤立系统，即宇宙的混乱程度在不断地增加，可以推测出宇宙最终将达到“热寂”状态，因为（所有恒星）都在以同样方式放散热能，能源将会枯竭，再没有任何可以作功的能源了。但这一观点并没有得到证明。然而有些人認為，宇宙是個開放的、無限的系統，不能把从有限的时空尺度范围内的“熵增”推广到广袤的宇宙中，因此热寂说不正確。

### 微观计算
在经典统计力学中，微观状态的数量实际是无限的，所以经典系统性质是连续的，例如经典理想气体是定义于所有原子的位置和动量上，是根据实际数量连续计算的。所以要定义{\displaystyle \Omega }，必须要引入对微观状态进行“分类”的方法，对于理想气体，我们认为如果一个原子的位置和动量分别在{\displaystyle \delta x}和{\displaystyle \delta p}范围之内，它只属于“一种”状态。因为{\displaystyle \delta x}和{\displaystyle \delta p}的值是任意的，熵没有一个确定值，必须如同上述增加一个常数项。这种微观状态分类方法叫做“组元配分”，相对应于量子力学选择的组元状态。
这种模糊概念被量子力学理论解决了，一个系统的量子状态可以被表述为组元状态的位置，选择作为非破缺的哈密顿函数的典型特征状态。在量子统计力学中，{\displaystyle \Omega }是作为具有同样热力学性质的基本状态的数量，组元状态的数量是可以计算的，所以我们可以确定{\displaystyle \Omega }的值。
但是组元状态的确定还是有些随意，决定于微观状态的“组元配分”和经典物理学中不同的微观状态。
这导致了能斯特定理，有时也叫热力学第三定律，就是说系统在绝对温度零度时，熵为一恒定常数，这是因为系统在绝对温度零度时存在基础状态，所以熵就是它基础状态的简并态。有许多系统，如晶格点阵就存在一个唯一的基础状态，所以它在绝对温度零度时的熵为零（因为{\displaystyle ln(1)=0}）。

## 熵的历史
热力学第一定律阐述的是“能量”以及“能量守恒”的概念，但是第一定律无法定量解释摩擦和耗散的影响。
法国数学家拉扎尔·卡诺的分析和贡献最终导致了“熵”这个概念的诞生。1803年，拉扎尔·卡诺发表了一篇文章“运动和平衡的基本原理”，提出在任何一个机器的运动部分的加速和冲击意味着動量（momentum）的损失，换句话说，在任何自然过程中，总是存在着“有用”的能量逐渐耗散这一固有的趋势。基于上述研究，1824年拉扎尔·卡诺的儿子尼科拉斯·莱奥纳德·萨迪·卡诺发表了“关于火的原动力”，提出所有的热机的工作都需要存在温度差，当热量从热机热的部分向热机冷的部分转移时，热机获得了原动力。这是对热力学第二定律的最初洞见。
卡诺提出的可逆热机只存在于理想情况。19世纪50年代和60年代，德国物理学家克劳修斯在对实际热机的研究中进一步指出，任何热机都不是可逆的，不可能毫无“改变”，并进一步对这个“改变”进行了定量研究。克劳修斯认为，实际热机在使用过程中会产生“无法使用”的热量（比如热机的活塞和热机壁摩擦产生的热量。在此基础上，克劳修斯提出了熵的概念，将熵描述为能量的耗散。

## 熵的圖繪
以下公式可用於在P-V圖表上繪出熵：
{\displaystyle S=nR\ \ln(1+P^{C_{V} \over R}V^{C_{P} \over R})}
兩項注意事項：（1）這並非熵的定義（是從熵引申），（2）它假設{\displaystyle C_{V}}及{\displaystyle C_{P}}皆為常數，但事實並非如此，詳情請見下面。

## 熵的測量
在現實的實驗中，一個系統中的熵是很難測量的。所以，測量的技巧是建基於熱力學中熵的定義，並且依靠嚴格的測卡法。
為了簡單起見，測量一個熱力學狀態可以體積{\displaystyle V}及壓力{\displaystyle P}來描述的機械系統。為了要測量個別狀態的熵，應首先在一個從參考狀態到預期狀態中的一系列連續狀態中測量在固定體積及固定壓力（可分別以{\displaystyle C_{V}}及{\displaystyle C_{P}}表示）情況下的熱容量。熱容量跟熵{\displaystyle S}及溫度{\displaystyle T}之間的關係為：
{\displaystyle C_{X}=T\left({\frac {\partial S}{\partial T}}\right)_{X}}
下標X跟固定體積或固定壓力有關。這可以定積分計算出熵的改變：
{\displaystyle \Delta S=\int {\frac {C_{X}}{T}}dT}
因此，可以獲得與一個參考狀態（{\displaystyle P_{0}},{\displaystyle V_{0}}）關連的熵的任何狀態（{\displaystyle P}，{\displaystyle V}）。完整的公式如何在於所選擇的中間狀態。比方說，如果參考狀態與最終狀態氣壓相同的話：
{\displaystyle S(P,V)=S(P,V_{0})+\int _{T(P,V_{0})}^{T(P,V)}{\frac {C_{P}(P,V(T,P))}{T}}dT}
另外，如果參考狀態與終結狀態中間存在一階相變，與相變有關連的潛熱應納入計算之中。
參考狀態下的熵應作獨立的計算。在完美的情況下，應該把參考狀態定在一個極高溫，系統以氣態存在的點。在此狀態下的熵就像完美氣體再加上分子旋轉及振動的情況，可以用分光法加以測量。如果所選擇參考狀態的溫度太低的話，該狀態的熵有機會構成非預期的表現而對計算構成困難。舉例說，以後者方法計算冰的熵值，並設零度溫度下無熵，得出來的結果會比以高溫參考狀態計算出的結果少3.41 J/K/mol。造成這現象的原因是冰晶體帶有幾何不穩定性的性質，並因此在相當低溫的情況下會帶有不消失的零點下的熵。

## 非热力学的熵
信息論方面的熵，請參閱熵 (信息论)。事實上，兩種熵之間存在緊密联系，它們之間的關係顯示出熱力學及信息論之間的深厚關係。
信息熵之所以仍然称为“熵”，是因为他的公式和热力学熵的公式一样，是玻尔兹曼在统计力学领域推导出来的，玻尔兹曼从微观粒子出发，总结熵的宏观性质，（上面第二章可以看到玻尔兹曼公式对熵的解释）。不仅信息科学，生物学和生態學也利用熵的概念。热力学中熵表示的是“系统混乱状态”，這和生物學相通，1940年代薛丁格在《生命是甚麼》之中就提出了生物就是負熵的過程；信息论中信息熵表示的是信息量；生态学中熵表示的是生物多样性。

### 時間之箭
熵是在物理學領域中似乎暗示只朝向一個特定行進方向的量，有時被稱為時間之箭。隨著時間的推移，熱力學第二定律：孤立系統的熵狀態永遠只會增加，不會減少。因此，從這個角度看，熵的測量被看作是一種時鐘。

### 引用
1. ↑  Clausius, Rudolf (1862). "On the Application of the Theorem of the Equivalence of Transformations to Interior Work.]"向蘇黎士自然研究會（Naturforschende Gesellschaft）1862年01月27日發佈;刊登在該會的季刊（Vierteljahrschrift of this Society）vol. vii.第48頁;又在Poggendorff’s Annalen, 1862年5月，第cxvi冊第73頁;在哲學雜誌（Philosophical Magazine）, S. 4. vol. xxiv. pp. 81, 201;在巴黎數學刊物 （Journal des Mathematiques）S. 2. vol. vii. P. 209.
2. ↑  .   [2022-11-05]. （原始内容存档于2022-11-05）.
3. ↑  刘娜; 李艳平. . 物理. 2010, 39 (8): 572–577  [2025-05-29].
4. ↑  钱临照. . 中国科技术语. 1988-06-15, 0 (01): 4  [2024-08-16]. ISSN 1673-8578. （原始内容存档于2024-08-16）.
5. ↑  秦允豪. . 高等教育出版社. : 169. ISBN 978-7-04-013790-3.
6. ↑  . Wolfram Research. 2007  [2010-02-24]. （原始内容存档于2021-07-25）.
7. ↑  Clausius, Rudolf. . Poggendorff's Annalen der Physick, LXXIX (Dover Reprint). 1850. ISBN 0-486-59065-8.